# Acridarachnea ophthalmica
Acridarachnea ophthalmica är en insektsart som beskrevs av Bolívar, I. 1908. Acridarachnea ophthalmica ingår i släktet Acridarachnea och familjen gräshoppor. Inga underarter finns listade i Catalogue of Life.